# دندی نیکولز
دندی نیکولز (انگلیسی: Dandy Nichols; ۲۱ مهٔ ۱۹۰۷ – ۶ فوریهٔ ۱۹۸۶) یک هنرپیشه اهل بریتانیا بود.

## بخشی از فیلم‌شناسی
- بت سقوط کرده (۱۹۴۸)
- سالن رقص (۱۹۵۰)
- وایکینگ (۱۹۵۸)
- مهارت ...و نحوه به دست آوردنش (۱۹۶۵)
- جورجی دختر (۱۹۶۶)
- جشن تولد (۱۹۶۸)
- ای مرد خوش‌شانس! (۱۹۷۳)